# William H. Daniels
William H. Daniels (Cleveland, 1º dicembre 1901 – Los Angeles, 14 giugno 1970) è stato un direttore della fotografia statunitense.

## Riconoscimenti
- Oscar alla migliore fotografia
  - 1930 (novembre): candidato - Anna Christie
  - 1949: vincitore - La città nuda
  - 1959: candidato - La gatta sul tetto che scotta
  - 1964: candidato (con Milton Krasner, Charles Lang Jr. e Joseph LaShelle) - La conquista del West

## Filmografia parziale

### Cinema
- Femmine folli (Foolish Wives), regia di Erich von Stroheim (1922)
- Donne viennesi (Merry-Go-Round), regia di Rupert Julian (1923)
- Helen's Babies, regia di William A. Seiter (1924)
- Rapacità (Greed), regia di Erich von Stroheim (1924)
- Women and Gold, regia di James P. Hogan (1925)
- La vedova allegra (The Merry Widow), regia di Erich von Stroheim (1925)
- Dance Madness, regia di Robert Z. Leonard (1926)
- Il torrente (Torrent), regia di Monta Bell (non accreditato) (1926)
- Montecarlo (Monte Carlo), regia di Christy Cabanne (1926)
- Money Talks, regia di Archie Mayo (1926)
- The Boob, regia di William A. Wellman (1926)
- La carne e il diavolo (Flesh and the Devil), regia di Clarence Brown (1926)
- Bardelys il magnifico (Bardelys the Magnificent), regia di King Vidor (1926)
- La tentatrice (The Temptress), regia di Fred Niblo (1926)
- L'altare dei desideri (Altars of Desire), regia di Christy Cabanne (1927)
- Ah! Che maschietta! (Tillie the Toiler), regia di Hobart Henley (1927)
- On Ze Boulevard, regia di Harry Millarde (1927)
- Anna Karenina (Love), regia di Edmund Goulding (1927)
- L'attrice (The Actress), regia di Sidney Franklin (1928)
- La donna misteriosa (The Mysterious Lady), regia di Fred Niblo (1928)
- L'avventuriera (A Lady of Chance), regia di Robert Z. Leonard (1928)
- Adriana Lecouvreur (Dream of Love), regia di Fred Niblo (1928)
- Il destino (A Woman of Affairs), regia di Clarence Brown (1928)
- Orchidea selvaggia (Wild Orchids), regia di Sidney Franklin (1929)
- Wise Girls, regia di E. Mason Hopper (1929)
- Il bacio (The Kiss), regia di Jacques Feyder (1929)
- Anna Christie, regia di Clarence Brown (1930)
- Un marito fuori posto (Montana Moon), regia di Malcolm St. Clair (1930)
- Romanzo (Romance), regia di Clarence Brown (1930)
- La modella (Inspiration), regia di Clarence Brown (1931)
- Volubilità (Strangers May Kiss), regia di George Fitzmaurice (1931)
- Io amo (A Free Soul), regia di Clarence Brown (1931)
- Cortigiana (Susan Lenox: Her Fall and Rise), regia di Robert Z. Leonard (1931)
- Mata Hari, regia di George Fitzmaurice (1931)
- Grand Hotel, regia di Edmund Goulding (1932)
- Come tu mi vuoi (As You Desire Me), regia di George Fitzmaurice (1932)
- Rasputin e l'imperatrice (Rasputin and the Empress), regia di Richard Boleslawski (1932)
- Pranzo alle otto (Dinner at Eight), regia di George Cukor (1933)
- Broadway to Hollywood, regia di Willard Mack (1933)
- La regina Cristina (Queen Christina), regia di Rouben Mamoulian (1933)
- Il velo dipinto (The Painted Veil), regia di Richard Boleslawski (1934)
- La famiglia Barrett (The Barretts of Wimpole Street), regia di Sidney Franklin (1934)
- Terra senza donne (Naughty Marietta), regia di Robert Z. Leonard e W. S. Van Dyke (1935)
- Anna Karenina, regia di Clarence Brown (1935)
- Rose Marie, regia di W.S. Van Dyke II (1936)
- Giulietta e Romeo (Romeo and Juliet), regia di George Cukor (1936)
- Margherita Gauthier (Camille), regia di George Cukor (1936)
- L'ultimo gangster (The Last Gangster), regia di Edward Ludwig (1937)
- Passione ardente (Dramatic School), regia di Robert B. Sinclair (1938)
- Maria Antonietta (Marie Antoinette), regia di W. S. Van Dyke II (1938)
- Si riparla dell'uomo ombra (Another Thin Man), regia di W.S. Van Dyke (1939)
- Spregiudicati (Idiot's Delight), regia di Clarence Brown (1939)
- Ninotchka, regia di Ernst Lubitsch (1939)
- Luna nuova (New Moon), regia di Robert Z. Leonard (1940)
- Scrivimi fermo posta (The Shop Around the Corner), regia di Ernst Lubitsch (1940)
- Se mi vuoi sposami (Honky Tonk), regia di Jack Conway (1941)
- For Me and My Gal, regia di Busby Berkeley (1942)
- Prigioniera di un segreto (Keeper of the Flame), regia di George Cukor (1942)
- Forza bruta (Brute Force), regia di Jules Dassin (1947)
- Lo sparviero di Londra (Lured), regia di Douglas Sirk (1947)
- Abbandonata in viaggio di nozze (Family Honeymoon), regia di Claude Binyon (1948)
- La città nuda (The Naked City), regia di Jules Dassin (1948)
- La bella preda (The Gal Who Took the West), regia di Frederick de Cordova (1949)
- La tratta degli innocenti (Abandoned), regia di Joseph M. Newman (1949)
- Winchester '73, regia di Anthony Mann (1950)
- Harvey, regia di Henry Koster (1950)
- Il deportato (Deported), regia di Robert Siodmak (1950)
- ...e la vita continua (Three Came Home), regia di Jean Negulesco (1950)
- Elena paga il debito (The Lady Pays Off), regia di Douglas Sirk (1951)
- Vittoria sulle tenebre (Bright Victory), regia di Mark Robson (1951)
- Lui e lei (Pat and Mike), regia di George Cukor (1952)
- La baia del tuono (Thunder Bay), regia di Anthony Mann (1953)
- La storia di Glenn Miller (The Glenn Miller Story), regia di Anthony Mann (1954)
- Terra lontana (The Far Country), regia di Anthony Mann (1954)
- La rapina del secolo (Six Bridges to Cross), regia di Joseph Pevney (1955)
- Aquile nell'infinito (Strategic Air Command), regia di Anthony Mann (1955)
- La ragazza di Las Vegas (The Girl Rush), regia di Robert Pirosh (1955)
- Il re del jazz (The Benny Goodman Story), regia di Valentine Davies (1955)
- Scialuppe a mare (Away All Boats), regia di Joseph Pevney (1956)
- L'uomo nell'ombra (The Unguarded Moment), regia di Harry Keller (1956)
- L'impareggiabile Godfrey (My Man Godfrey), regia di Henry Koster (1957)
- Passaggio di notte (Night Passage), regia di James Neilson (1957)
- La gatta sul tetto che scotta (Cat on a Hot Tin Roof), regia di Richard Brooks (1958)
- Qualcuno verrà (Some Came Running), regia di Vincente Minnelli (1958)
- Un uomo da vendere (A Hole in the Head), regia di Frank Capra (1959)
- Uno sconosciuto nella mia vita (A Stranger in my Arms), regia di Helmut Käutner (1959)
- Sacro e profano (Never So Few), regia di John Sturges (1959)
- Can-Can, regia di Walter Lang (1960)
- Colpo grosso (Ocean's Eleven), regia di Lewis Milestone (1960)
- Torna a settembre (Come September), regia di Robert Mulligan (1961)
- La ragazza più bella del mondo (Billy Rose's Jumbo), regia di Charles Walters (1962)
- La conquista del West (How the West Was Won), regia di John Ford, Henry Hathaway, George Marshall e Richard Thorpe (1962)
- Something's Got to Give, regia di George Cukor (1962)
- Intrigo a Stoccolma (The Prize), regia di Mark Robson (1963)
- Il colonnello Von Ryan (Von Ryan's Express), regia di Mark Robson (1965)
- La valle delle bambole (Valley of the Dolls), regia di Mark Robson (1967)